# أيوليدينات
الأيوليدينات (الاسم العلمي: Aeolidioidea) هي فوق فصيلة من الحيوانات تتبع رتيبة الدكسيارشيات من رتبة عاريات الخيشوم.

## التصنيف
- الأيوليدية
  - الأيوليدا
- اللفاعات
  - اللفاعة
- الغلوكيات
  - الغلوكي